# Transport à Charleroi

Carte des moyens de transports.

L'infrastructure du transport à Charleroi est dense. La ville est située au cœur d'un nœud autoroutier, ferroviaire et de voies hydrauliques. Elle dispose également d'un aéroport.

## Transport fluvial

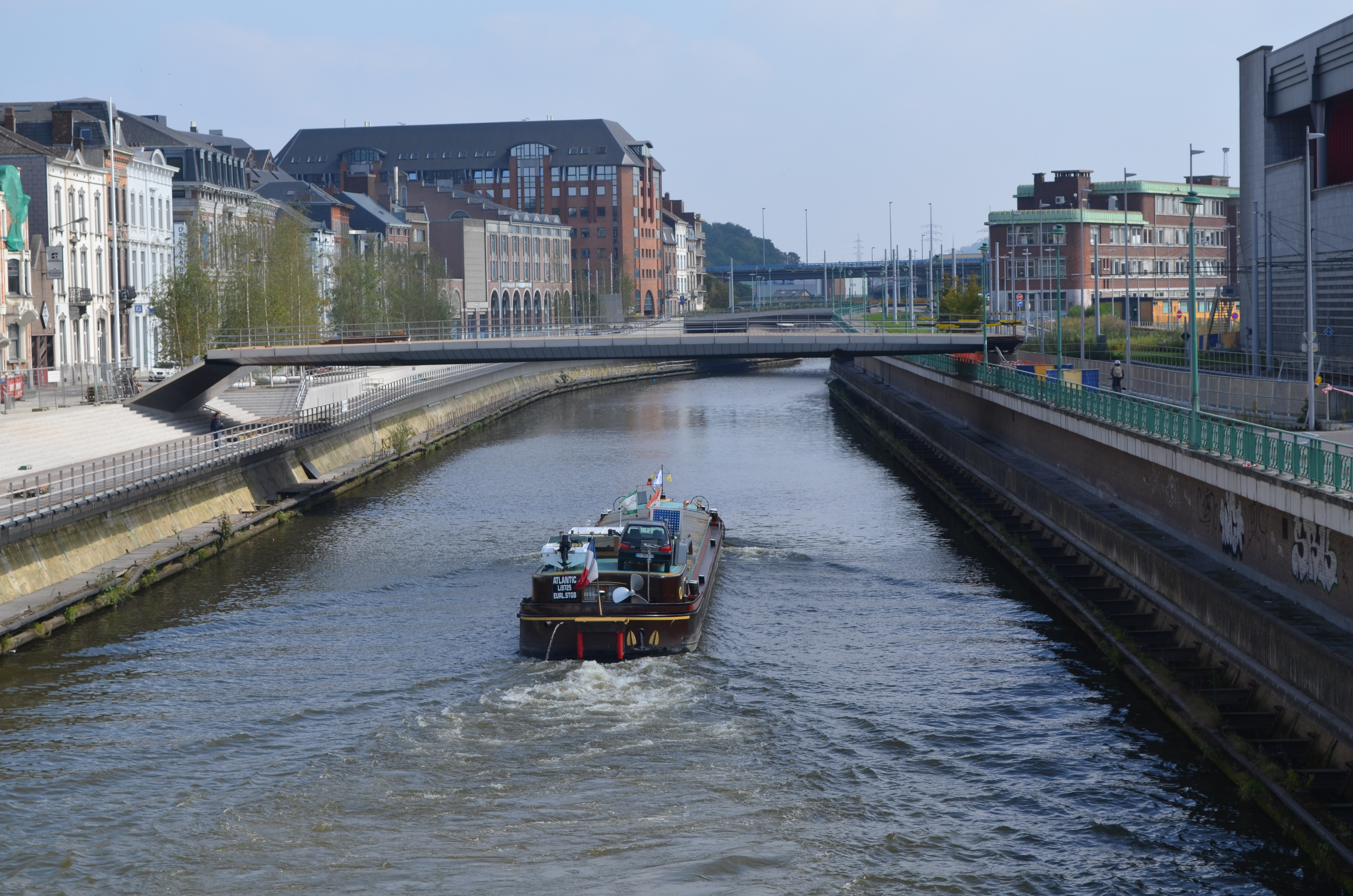
La Sambre à Charleroi - péniche "Atlantic".

Le transport fluvial à Charleroi s'est traditionnellement effectué via la rivière Sambre, qui coule d'ouest en est de la France via Charleroi jusqu'à Namur où elle se jette dans la Meuse qui passe à Liège et à Maastricht et est reliée au port de Rotterdam par le delta de la Meuse et du Rhin. La canalisation de la Sambre s'est effectuée de 1825 à 1829 sur le cours belge et de 1832 à 1836 sur le cours français. Grâce à sa canalisation, la largeur de la Sambre est uniformisée, le tirant d'eau devient plus constant et les berges sont réaménagées pour la rendre navigable. 
À la navigation sur la Sambre s'est ajoutée celle sur le Canal Charleroi-Bruxelles, qui a été réalisé sous sa forme actuelle de 1948 à 1968. Le tracé actuel est ainsi au gabarit européen de 1 350 tonnes avec le plan incliné de Ronquières. Le canal suit entre autres les vallées de la Sennette et de la Senne. Il franchit la ligne de partage des eaux entre l'Escaut et la Meuse par la Grande tranchée de Godarville. Le Canal Charleroi-Bruxelles est alimenté par la Sambre à Dampremy et « s’inscrit dans un axe nord-sud reliant le port d’Anvers, via le canal Maritime de Bruxelles à l’Escaut, d’une part à la vallée de la Sambre (Charleroi, Namur), et d’autre part à Mons et au nord de la France (Lille, Dunkerque) via le canal du Centre. »
Le Port Autonome de Charleroi est composé de vingt-neuf sites portuaires, dans la région de Charleroi et ses environs répartis le long de la Sambre et du Canal Charleroi-Bruxelles. Il dispose de : 
- 8 km de quais;
- 5 millions de tonnes de marchandises transportées chaque année dont 10.000 conteneurs;
- une plateforme trimodale pour manutentionner des conteneurs;
- 100 entreprises en concession, 1700 emplois directs et 1000 emplois indirects[6].

Les quais possèdent une zone de chargement, trois darses, trois sites raccordés au rail et un terminal trimodal doté d’un portique pour manutentionner les conteneurs. Les marchandises transportées via le Port Autonome de Charleroi sont majoritairement des minéraux, matériaux de construction et produits métallurgiques en provenance de sites industriels majeurs de la région de Charleroi et de sociétés telles qu'Aperam, Comet, Thy-Marcinelle, Industeel et AGC Automotive. 

Sur le plan touristique, le Port Autonome de Charleroi dispose via la Sambre et le Canal Charleroi-Bruxelles d'une liaison directe avec les ports de plaisance voisins (Landelies, Thuin, Erquelinnes, Seneffe, Namur, …) mais également avec le réseau fluvial en France grâce au Canal de la Sambre à l’Oise.

## Réseau ferroviaire
C'est au XIXe siècle que le réseau ferroviaire se développe à Charleroi, axé d'abord sur le transport des marchandises, dans le cadre du développement industriel du bassin charbonnier et sidérurgique. Au milieu du siècle, seul le canal Charleroi-Bruxelles permettait le transport des marchandises.
Les chemins de fer sont gérés par la société SNCB (à l'échelle de la Belgique). La gare principale de la ville est Charleroi-Central.
La rénovation de la gare du Sud, entamée en 2005 et terminée en 2011, n'est peut-être pas terminée. Aujourd’hui, il est envisagé de couvrir l'accès nord dans le style Calatrava de Liège-Guillemins .
En plus de la gare de Charleroi-Central, les autres gares et points d'arrêt moins importants de l'agglomération sont : Charleroi-Ouest et Lodelinsart sur la ligne 140 vers Ottignies, Marchienne-au-Pont sur les lignes 124/124 A vers Luttre et 112 vers La Louvière, les points d'arrêt de Roux sur les lignes 124/124 A vers Luttre, Marchienne-Zone sur la ligne 130 A vers Erquelinnes et Jeumont (France), Couillet sur la ligne 130 vers Namur. 
Trafic des marchandises : le port Autonome de Charleroi (PAC), la plate-forme multimodale de Charleroi-Châtelet (MCC) et la gare à marchandises de Monceau.
Atelier ferroviaire : atelier d'entretien et de réparation du matériel de traction à Charleroi-Sud-Quai et atelier d'entretien et de réparation des wagons en gare à marchandises de Monceau.

Le RER carolorégien tel qu'il était en 2020.

Le plan ANGELIC de la SNCB prévoit de doter Charleroi d'un réseau express régional d'ici 2030, notamment via une collaboration plus intense entre la SNCB et la TEC. Le projet figure dans le plan de transport 2017 de la SNCB. En 2023, le réseau express régional de Charleroi (q.v.) comprend les lignes suivantes :
- S61 (Wavre –) Ottignies – Charleroi – Namur (– Jambes) (en semaine, uniquement Ottignies – Charleroi) ;
- S62 (le week-end) Charleroi – Morlanwelz – La Louvière – Luttre – Charleroi ; (en semaine) Charleroi – Luttre ou La Louvière – Braine-le-Comte ;
- S63 Charleroi – Erquelinnes (certains services sont prolongés jusqu'à Maubeuge en France) ;
- S64 Charleroi – Couvin ;

De plus, Charleroi est aussi concerné (en semaine uniquement) par la ligne S19 du RER bruxellois Bruxelles-Aéroport-Zaventem – Charleroi qui traverse Bruxelles par le quartier européen et non par la jonction Nord-Midi.

## Transports en commun (TEC)
Métro léger (MLC) et bus

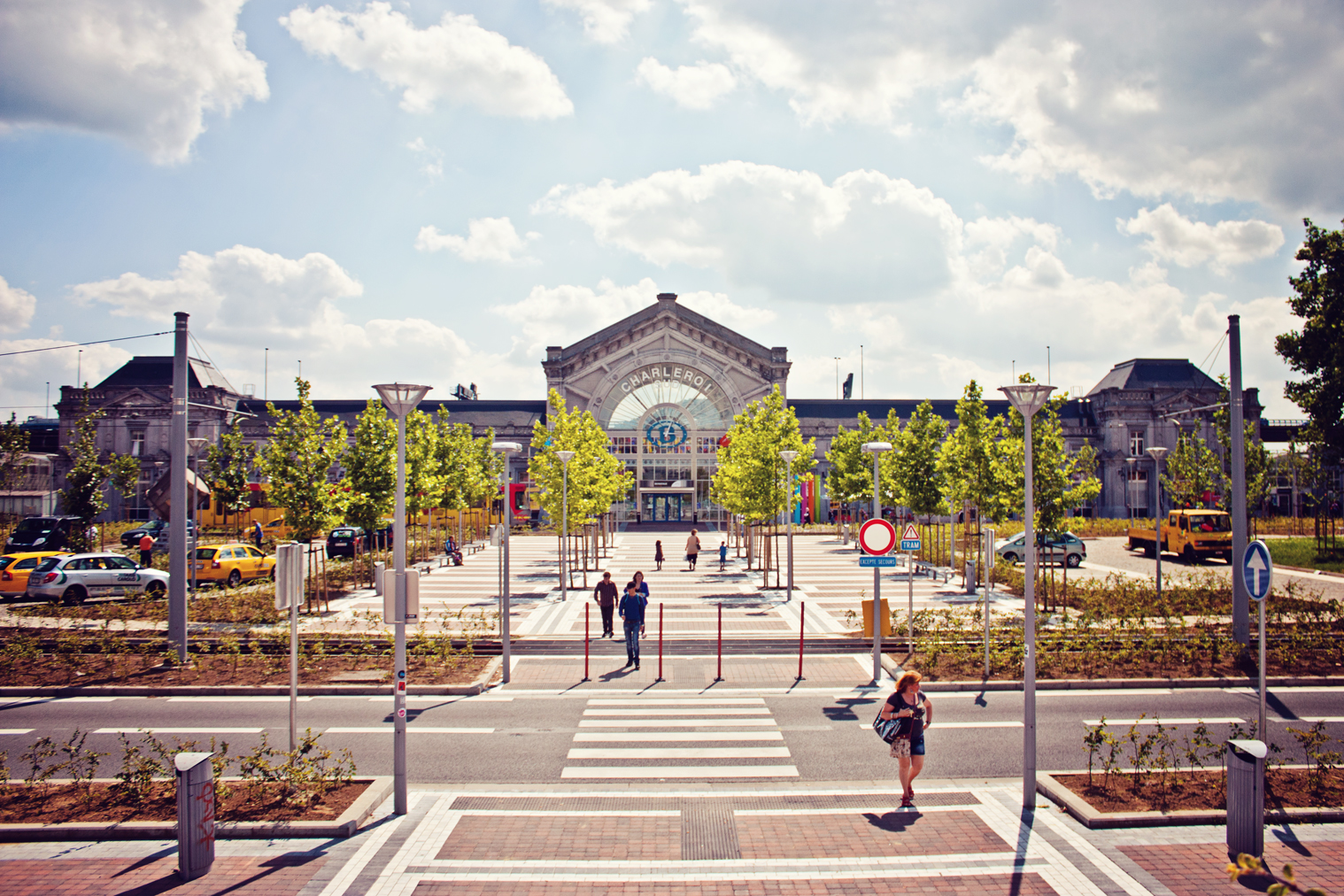
Gare de Charleroi Central.

Le métro léger (MLC) voit le jour dans les années 1960. Il est composé d'un anneau central et de plusieurs branches en étoiles. Le réseau est géré par la TEC Charleroi. Il existe 4 lignes de métro léger : 
- Une ligne reliant le centre-ville à Anderlues en passant par Marchienne, Monceau et Fontaine-l’Evêque.
- Une ligne reliant le centre-ville à Gilly et Soleilmont.
- Une ligne reliant la station Waterloo à Montignies-sur-Sambre[12].
- Une ligne reliant la station Piges à Gosselies en passant par Dampremy, Lodelinsart, et Jumet.

Le métro léger est en connexion avec les bus et les trains. La fréquence des passages par ligne est de 10 à 60 minutes, en fonction du nombre de clients potentiels. 
Le réseau de bus est géré par le TEC Charleroi. Il existe de nombreuses lignes de bus qui permettent de voyager dans l'hinterland du grand Charleroi. D'autres lignes relient Charleroi à des localités plus éloignées : le bus 365 vers Bruxelles, le bus 109a vers Chimay, le bus 451 vers Couvin. Le bus direct A1 relie la gare de Charleroi-Central à l'aéroport de Charleroi-Bruxelles-Sud. Les lignes A2 (Gare de Fleurus-aéroport) et A3 (Gare de Luttre-aéroport)  seront mises en service par le TEC Charleroi le 6 juin 2023. Ceci permettra aux passagers de Bruxelles et du nord du pays de parvenir plus rapidement à l'aéroport.

## Réseau routier et autoroutier
Le R9 de Charleroi :
C'est un anneau de 5,6 km de voies routières souterraines ou aériennes qui permet de désengorger le centre-ville et d'y fluidifier la circulation. Parcouru dans le sens inverse des aiguilles d'une montre, il rejoint au nord l’autoroute A54. Sa construction entamée en 1971 s'est étalée sur cinq ans et a lacéré trois quartiers de Charleroi : Bosquetville, la Broucheterre et la Villette. 
Le R9 est relié : 
à la E42 Dunkerque-Aschaffenbourg par la A54
au R3 par la N90 à l'est et l'ouest, par la A503 au sud.
Le R9 comporte six sorties :  
- 28 O : Porte de l’Europe (N5 reliant Bruxelles à Charleville-Mézières)
- 29 O : Porte de la Villette
- 30 O : Ville Basse et Porte de France (A503)
- 30 E : Porte de Philippeville (N5)
- 29E : Porte de la Neuville
- 28 E : Porte de Waterloo – Ville Haute – Porte de Fleurus – Route de la basse Sambre (N90)

Il emprunte 2 tunnels : 
- Tunnel de la Paix
- Tunnel Hiernaux

Les premiers travaux de rénovation (charpentes métalliques, asphalte, remplacement de travées) et de modernisation (glissières de sécurité) ont commencé le 22 septembre 2014.
Le R3 :
C'est le grand ring de Charleroi construit en 1988. Il dessine, au sud de l'autoroute, une demi-boucle de 32 kilomètres raccordée à la E42, à hauteur de Gouy à l'ouest et de Heppignies à l'est. 
Il comporte un tunnel (Hublinbu) et quinze entrées/sorties vers : 
- Gouy
- Trazegnies – Chapelle-lez-Herlaimont
- Forchies-la-Marche
- Fontaine l’Evêque – Lobbes
- Montigny-le-Tilleul - Beaumont
- Mont-sur-Marchienne – Marcinelle - Beaumont
- Marcinelle-Est
- Reims (Couillet) - Philippeville - Couillet - Charleroi
- Blanche-Borne (Chamborgneau - Loverval - La Sibérie)
- Châtelet
- Châtelineau - Montignies-sur-Sambre - Cora
- Charleroi - Gilly – N90 (Basse Sambre)
- Soleilmont (Ransart – Fleurus)
- Échangeurs E42 (Mons – Liège)
- Heppignies

Deux autoroutes concernent Charleroi :
- L'autoroute A54 appelée la Carolorégienne reliant la E19 (Bruxelles - Paris) à Charleroi depuis Petit-Roeulx. Plusieurs de ses sorties permettent d'accéder à l'agglomération de Charleroi : 
  - Échangeur avec la E42
  - Gosselies-Ouest- Roux (22)
  - Jumet Nord (23)
  - Ransart-Gosselies-Aéroport de Charleroi (24)
  - Jumet Est (25)
  - Lodelinsart(26)
  - Charleroi Nord (27)
  - Échangeur avec le R9

- L'autoroute E42 dont les sorties vers Charleroi sont : 
  - (15) Fleurus
  - (15 bis) Heppignies
  - (16) et (16 bis) Gosselies

## Transport aérien

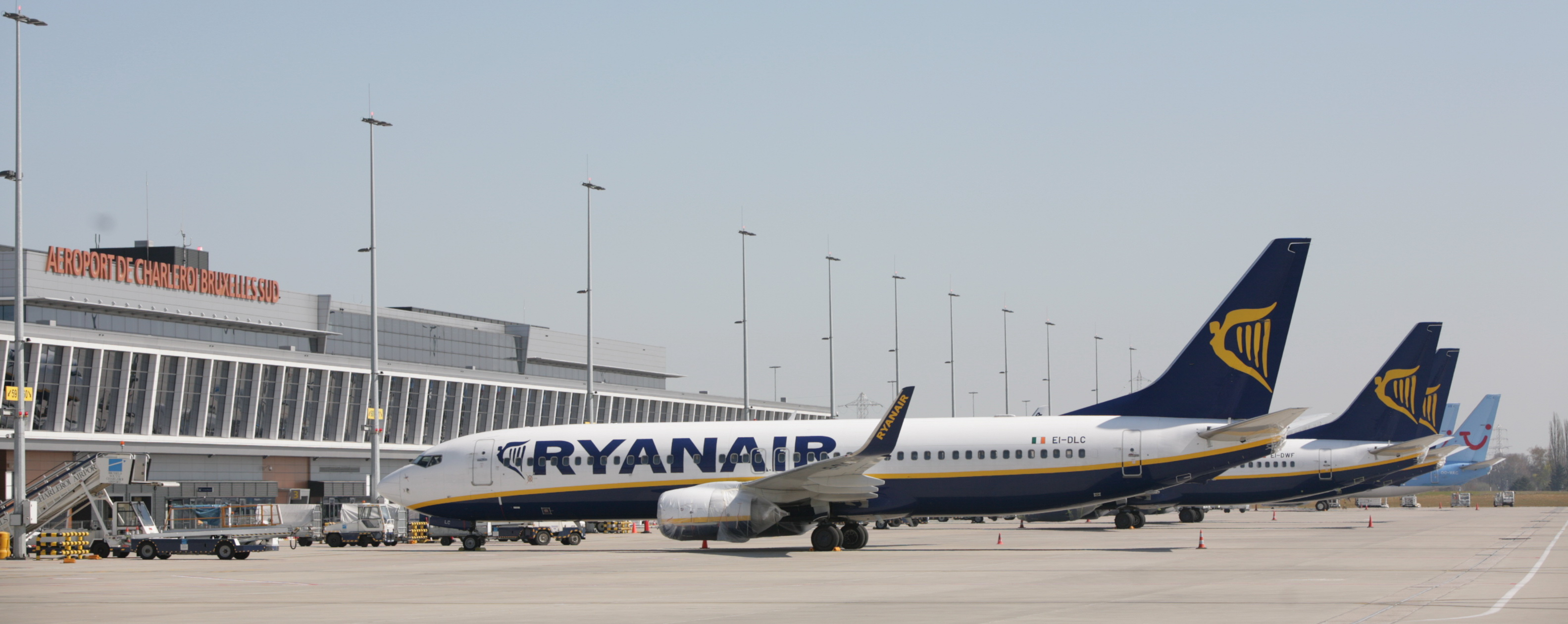
L'aéroport de Charleroi.

La ville possède son propre aéroport, dénommé aéroport de Charleroi-Bruxelles-Sud (en anglais Brussels South Charleroi Airport, en abrégé BSCA) ; il est le deuxième aéroport du pays pour le nombre de passagers transportés. Situé à Gosselies, il n'est qu'à une cinquantaine de kilomètres au sud de Bruxelles.

## La mobilité au centre-Ville

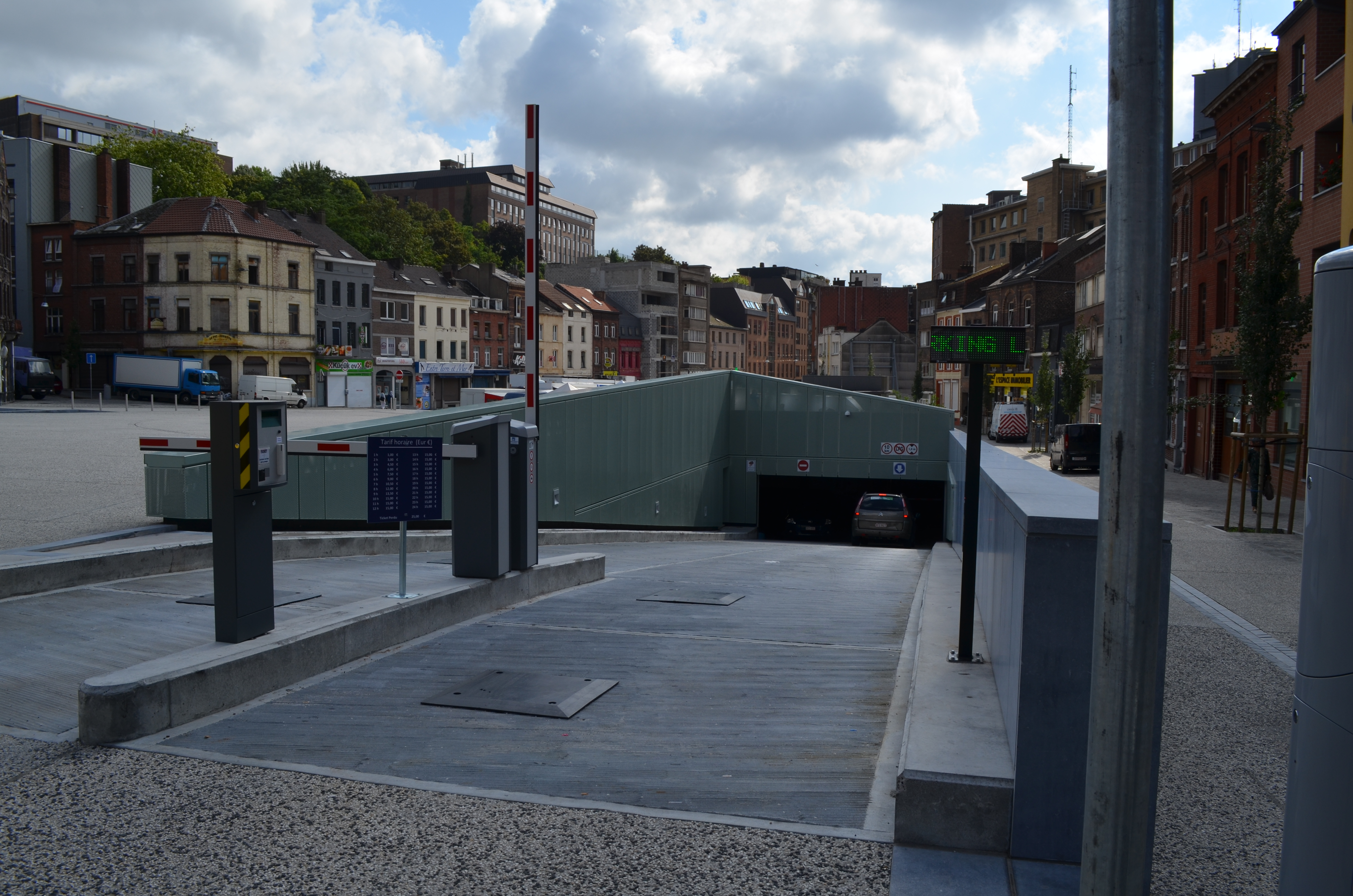
Parkings souterrains de la place de la Digue à Charleroi.

Le projet Rive Gauche débuté en 2013 s’occupant essentiellement de la revitalisation de la ville Basse, met en place des aménagements qui serviront aux piétons puisqu'ils leur permettront de se promener librement en centre-ville ou le long de la Sambre. En effet, la "placerelle", pont convivial surplombant la Sambre, permet de relier la rive droite à la rive gauche menant soit vers la Gare Centrale, soit vers le centre-ville. Également idéal pour les promeneurs, il est maintenant possible de longer la rive gauche qui a été réaménagée en un espace de détente. 
Au niveau du centre-ville, la place Verte a également subi des transformations puisque, d'un parking, elle devient une place accueillante devançant un centre commercial. Les voitures ne circuleront donc pas sur le Boulevard Tirou ce qui permettra aux piétons de faire leurs emplettes sans contraintes. Ainsi, des bretelles d'accès souterraines permettront aux véhicules de se garer en sous-sol. 
Janvier 2014 marque l’approbation du Plan Communal de Mobilité visant à favoriser et améliorer l’offre de transports en commun tout en appliquant une politique dissuasive par rapport aux voitures individuelles afin de fluidifier la circulation mais aussi de limiter le nombre de véhicules stationnés dans la rue et de suivre la logique de réappropriation de l’espace public par les piétons. Ce plan s'inscrit également dans une volonté de développement durable. 
Du côté de la ville Haute un autre projet de revitalisation de l’espace urbain est mis sur pied. Celui-ci va modifier le visage de la Place Charles II et de la Place du Manège. De nouveaux parkings vont être construits en souterrain afin de désengorger la ville pour laisser plus de place aux piétons.
De nombreux parkings sont présents dans le centre et ses alentours. Les voici : 
- Le parking des Expositions : 2 000 places
- Le parking Rue de l’Ancre : 87 places
- Le parking Place de l’Ouest : 60 places

D’autres parkings existent dans le centre de Charleroi tels que le parking de l’Hélios ou le parking de la gare du sud. Ceux-ci sont généralement gratuits sauf pour certaines occasions.
Au niveau des parkings payants on retrouve : 
- Le Cityparking du Moulin : 545 places
- Le parking « Fastpark » de la rue des Rivages : 206 places
- Le parking Inno : 350 places
- Le parking de la Place de la Digue : 273 places

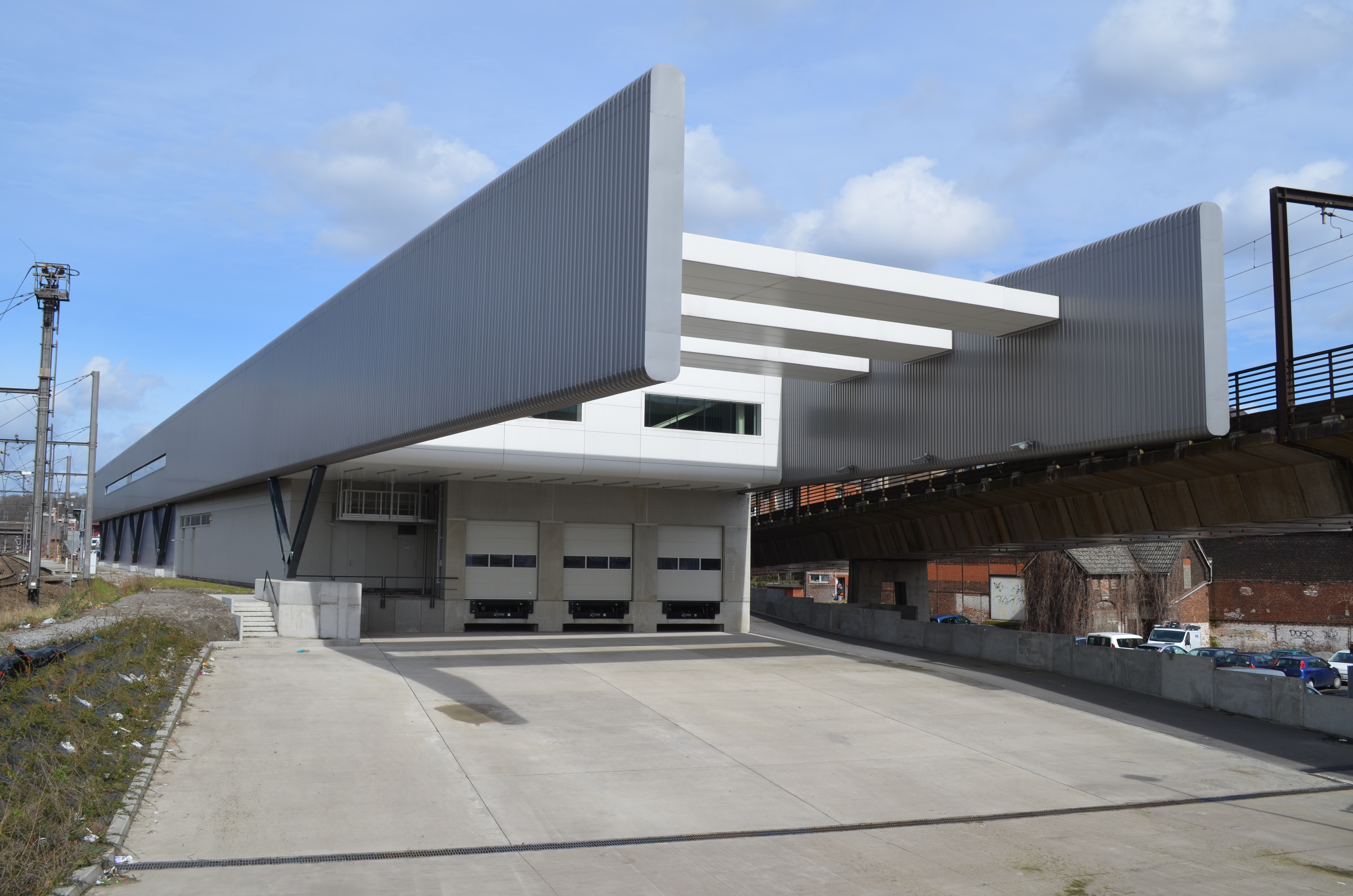
Centre de distribution urbaine vue depuis la rue du Rivage.

Le 1er mars 2016, est inauguré un centre de distribution urbaine, centre logistique financé conjointement par les Fonds européen de développement économique et régional, la Ville de Charleroi et la Wallonie. L'objectif est de faciliter l’approvisionnement du centre ville aux abords duquel il est situé et de fluidifier la circulation urbaine. À partir de l'entrepôt d'environ 2 000 m2, véhicules électriques, vélos ou petits camions prennent le relais des semi-remorques pour livrer les marchandises.